# Lünebach
Lünebach település Németországban, Rajna-vidék-Pfalz tartományban. Lakosainak száma 613 fő (2023. december 31.).

## Népesség
A település népességének változása:
| Lakosok száma | 643  | 568  | 587  | 610  | 595  | 613  |
|               | 1975 | 2017 | 2019 | 2021 | 2022 | 2023 |